# Coua
Coua is een geslacht van vogels uit de familie koekoeken (Cuculidae). Het geslacht telt tien soorten die alle voorkomen op het eiland Madagaskar.

## Soorten
- Coua caerulea – Blauwe coua
- Coua coquereli – Coquerels coua
- Coua cristata – Kuifcoua
- Coua cursor – Rencoua
- Coua gigas – Grote coua
- Coua olivaceiceps – Olijfkapcoua
- Coua reynaudii – Reynauds coua
- Coua ruficeps – Roestkopcoua
- Coua serriana – Vruchtencoua
- Coua verreauxi – Grijze coua

### Uitgestorven
- †Coua delalandei – Delalandes coua